# Schefflera polydactylis
Schefflera polydactylis är en araliaväxtart som först beskrevs av Xavier Montrouzier, och fick sitt nu gällande namn av David Gamman Frodin. Schefflera polydactylis ingår i släktet Schefflera och familjen araliaväxter.
Artens utbredningsområde är Nya Kaledonien. Inga underarter finns listade.